# توماش شمید
توماش شمید (انگلیسی: Tomáš Šmíd؛ زاده ۲۰ مهٔ ۱۹۵۶) یک تنیس‌باز اهل جمهوری چک است.